# Brumovice (Moravia-Slesia)
Brumovice (in tedesco Braunsdorf) è un comune della Repubblica Ceca facente parte del distretto di Opava, nella regione della Moravia-Slesia.